# Gencheez
Gencheez（ゲンチーズ）は、イー・アクセスがかつて提供していたブログポータルサイトである。2006年4月にサービス開始、2009年1月31日をもってサービス終了した。

## 概要
基本的にはAOL有料登録者専用のブログサービス「AOLダイアリー」と連動し、世界地図のような専用ページから日本国内の各都道府県、アメリカ各州、世界各国の在住者のブログ登録数、更新履歴などを表示させ、また各ユーザーのブログにリンクすることができた。Gencheez登録ユーザーのAOLダイアリー内においては、サイドバーに同じエリア内の新着記事が自動的に表示され、同じ地方に住む他ユーザーのブログ更新をチェックすることが容易であった。
AOL以外の外部ブログにも登録を許可していたが、pingが受け付けられない、Gencheezに反映されないといった不具合が多かった。また、外部ブログユーザーのページには上記のサイドバーが自動的に表示されないため、ブログを一見しただけではGencheez登録ユーザーであるということがわからないという状態になることもあった。
2009年1月31日のAOLダイアリーのサービス終了に伴い、サービス終了となった。最大ユーザー数などのデータは公表されていない。